# Pristidactylus achalensis
Pristidactylus achalensis – gatunek jaszczurki z podrodziny Leiosaurinae w obrębie rodziny Leiosauridae. Jest bliski zagrożenia wyginięciem.

## Występowanie
Gatunek jest endemitem Argentyny, występującym jedynie na terenie prowincji San Luis i Córdoba. Preferuje tereny pampy; stwierdzano go na wysokości od 1955 do 2500 m n.p.m.